# Efisio Tola
Efisio Tola (Sassari, 15 giugno 1803 – Chambéry, 12 giugno 1833) è stato un patriota italiano, uno dei primi martiri del Risorgimento. Ufficiale sardo, mazziniano, fu fucilato per ordine di Carlo Alberto.

## Biografia
Efisio Tola nacque nel Palazzo Tola a Sassari. Tuttora due targhe ricordano la sua nascita.
Appartenente a onorata famiglia di Sassari, aveva ricevuto una buona educazione umanistica. I suoi genitori si chiamavano Gavino Tola e Maria Tealdi, e suo fratello Pasquale fu un famoso giurista, storico e diplomatista.
Luogotenente della Brigata Pinerolo, in Savoia ebbe contatti con la Giovine Italia, costituita poco tempo prima (luglio 1831) da Giuseppe Mazzini e diffusa inizialmente fra i militari del Regno di Sardegna (1720-1861). I primi militari appartenenti alla società mazziniana vennero scoperti per caso a Genova e i componenti dell'intera struttura vennero identificati dopo le confessioni di un aderente. Il primo processo si svolse a Chambéry nel maggio 1833 e il comportamento di Tola fu esemplare.
Il 10 giugno 1833 Tola venne condannato a "pena della morte ignominiosa, semplicemente per aver letto la Giovane Italia di Giuseppe Mazzini", e la condanna venne eseguita il giorno successivo. La motivazione della sentenza fu così esposta sulla "Gazzetta Piemontese", il giornale ufficiale del Regno di Sardegna, del 13 giugno 1833:
(Atto Vannucci et al., "I martiri della libertà italiana dal 1794 al 1848, memorie raccolte da Atto Vannucci". Milano, L. Bortolotti e C., 1877-1880, p. 426)
Ricordava Montanelli:
(Indro Montanelli, Risorgimento. Milano, Rizzoli, 1973, p. 70)